# Non riesco a farti innamorare (singolo)
Non riesco a farti innamorare è un singolo del cantante italiano Sal Da Vinci, pubblicato il 20 febbraio 2009 come primo estratto dall'album in studio omonimo.

## Descrizione
Scritta da Vincenzo D'Agostino, Gigi D'Alessio e lo stesso Sal da Vinci, partecipa al Festival di Sanremo 2009, classificandosi al terzo posto.

## Classifiche
| Classifica (2009) | Posizione massima |
| ----------------- | ----------------- |
| Italia            | 17                |